# Miss Universo 1958
Miss Universo 1958 foi a sétima edição do concurso Miss Universo, realizada em 26 de julho de 1958 no Long Beach Municipal Auditorium, em Long Beach, Califórnia, nos Estados Unidos. Candidatas de 36 países e territórios competiram pelo título. No final do evento, a Miss Universo 1957, Gladys Zender, do Peru, coroou a colombiana Luz Marina Zuluaga como sua sucessora.

## Evento
Realizado pela sétima vez consecutiva no Long Beach Municipal Auditorium,com a presença da Miss Polônia, a primeira representante de um país da Cortina de Ferro,algo que chamou a atenção da imprensa.As Misses Itália, Clara Coppola e Dinamarca, Evy Norlund, considerada uma mistura de "Vivien Leigh com Brigitte Bardot", foram as primeiras favoritas do público.
As misses europeias eram consideradas as mais fortes para a disputa do título, e apenas duas latino-americanas entraram nas considerações dos especialistas, a brasileira Adalgisa Colombo e a peruana Beatriz Boluarte. Adalgisa foi uma das primeiras misses a ter aulas de passarela, postura, desfiles e preparação para competição em concursos com especialistas, ainda no Brasil. Desde que ainda adolescente viu a vitória de Martha Rocha no Miss Brasil e seu sucesso posterior no Miss Universo, ela quis seguir os mesmos passos e se preparou para isso. Ela foi a primeira, por exemplo, a usar óleo de bronzear nas pernas antes de entrar na passarela, de maneira a realçá-las, o que é seguido hoje por milhares de modelos e competidoras de concursos de beleza em todo o mundo. Ela também foi a primeira a viajar para o Miss Universo cercada de jornalistas e fotógrafos brasileiros, que distribuíam matérias e imagens diárias sobre sua estadia em Long Beach. Com a equipe que tinha, sua beleza, elegância – Adalgisa fez seu desfile em traje de noite com um legítimo modelo da casa Dior – inteligência e cultura geral – era fluente em inglês - muitos acreditavam que a coroa dessa vez seria do Brasil.
Entre as outras latinas, assim como já havia ocorrido em 1956, a Miss Costa Rica confessou aos organizadores que ainda não tinha dezoito anos e, pela honestidade, teve permissão de desfilar sem participar oficialmente da competição. Apenas dois países sul-americanos até então não tinham participado do Miss Universo, a Bolívia e a Colômbia. A Bolívia faria sua estréia no ano seguinte, mas a Colômbia enviou Luz Marina Zuluaga, que tinha sido a segunda colocada em seu concurso nacional, mas foi para Long Beach representar o país porque a vencedora, Gloria Gil, renunciou ao título de Miss Colômbia para casar-se.
Luz Marina já havia sido eleita "Rainha Internacional do Café" e participado de eventos relativos ao café colombiano em Washington D.C. anteriormente, mas apesar de sua cara de boneca e classe natural, ate então não tinha entrado nas considerações de favorita à coroa. Ela tinha apenas 1,61 m e suas medidas de corpo estavam longe das consideradas ideais pelos organizadores.
Entre o Top 15 anunciado, além do Brasil e da Colômbia, estavam, entre outras, Japão, Dinamarca, Chile, Polônia, Holanda, Alemanha e Havaí, que na época ainda era território americano mas competia no MU assim mesmo. Até então, os especialistas acreditavam que a vitória estava entre Brasil, Dinamarca ou Holanda. Porém, quando o Top 5 foi anunciado, para supresa da audiência Dinamarca e Holanda foram cortadas e as cinco finalistas foram Brasil, Colômbia, Havaí, Polônia e Estados Unidos.
Ao final, Adalgisa e Luz empataram na contagem geral – assim como no ano anterior entre Terezinha Morango e Gladys Zender, do Peru –  as duas com 404 pontos   e a decisão ficou com Vincent Trotta, executivo e diretor artístico da Paramount, o presidente do júri. Trotta declarou mais tarde à imprensa que pessoalmente preferia a Miss Brasil, mas que soube que Adalgisa Colombo não queria ser a Miss Universo – pelos compromissos internacionais inerentes ao título – pois pretendia voltar ao Brasil ao fim do evento e casar-se dentro de algumas semanas. Assim, votou pela Miss Colômbia.

## Resultados

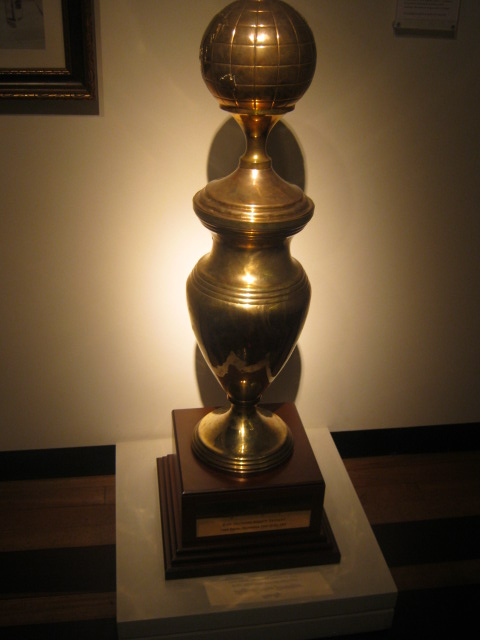
O troféu ganho por Luz Marina Zuluaga como Miss Universo 1958.

| Colocação          | Candidata |
| ------------------ | --- |
| Miss Universo 1958 | - Colômbia — Luz Marina Zuluaga |
| 2.ª colocada       | - Brasil — Adalgisa Colombo |
| 3.ª colocada       | - Havaí — Geri Hoo |
| 4.ª colocada       | - Estados Unidos — Eurlyne Howell |
| 5.ª colocada       | - Polónia — Alicja Bobrowska |
| Top 15             | - Alemanha — Marlies Behrens - Chile — Raquela Urrutia - Dinamarca — Evy Norlund - Grécia — Marily Kalimopoulou - Países Baixos — Corine Rottschafer - Israel — Miriam Hadar - Japão — Tomoko Moritake - Peru — Beatriz Boluarte - Suécia — Birgitta Gardman - Suriname — Gertrud Gummels |

### Prêmios especiais

#### Miss Simpatia
- Vencedora:  Japão — Tomoko Moritake.

#### Miss Fotogenia
- Vencedora:  Países Baixos — Corine Rottschafer.

#### Garota Popular
- Vencedora:  Austrália — Astrid Lindholm.

## Candidatas
Em negrito, a candidata eleita Miss Universo 1958. Em itálico, as semifinalistas.
| - Alasca - Eleonor Moses - Alemanha - Marlies Jung Behrens (SF) - Argentina - Celina Mercedes Ayala - Austrália - Astrid Tanda Lindholm (GP) - Bélgica - Liliane Taelmans - Brasil - Adalgisa Colombo (2°) - Canadá - Eileen Cindy Conroy - Chile - Raquela Molina Urrutia (SF) - Cingapura - Marion Willis - Colômbia - Luz Marina Zuluaga (1°) - Coreia do Sul - Oh Geumsoon - Cuba - Arminia Pérez y González - Dinamarca - Evy Norlund (SF) - Equador - Alicia Vallejo Eljuri - Estados Unidos - Eurlyne Howell (4°) - França - Monique Boulinguez - Grécia - Marily Kalimopoulou (SF) - Guatemala - Maya Glinz | - Guiana Inglesa - Clyo Fernandez - Havaí - Geri Hoo (3°) - Países Baixos - Corine Rottschafer (SF, MF) - Índias Ocidentais - Angela Tong - Inglaterra - Dorothy Hazeldine - Israel - Miriam Hadar (SF) - Itália - Clara Copella - Japão - Tomoko Moritake (SF, MS) - México - Elvira Leticia Risser Corredor - Noruega - Greta Andersen - Paraguai - Graciela Scorza Leguizamón - Peru - Beatriz Boluarte (SF) - Polónia - Alicja Bobrowska (5°) - Suécia - Birgitta Elisabet Gardman (SF) - Suriname - Gertrud Gummels (SF) - Uruguai - Irene Augustyniak - Venezuela - Ida Margarita Pieri Pérez |

- Não competiram a austríaca Hanni Ehrenstrasser, a costa-riquenha Eugenia María Valverde Guardia, desqualificada por ser menor de idade, e a filipina Carmen Remedios Tuazon.
- A Miss Holanda, Corine Rottschafer, eliminada nas semifinais, foi eleita Miss Mundo no ano seguinte.[3]